# Figueres
Figueres (spanyolul Figueras) város Katalónia Girona (spanyolul Gerona) tartományában. Gironától közúton 38 km távolságra fekszik 40 m tengerszint feletti magasságban. Alt Empordà megye közigazgatási központja.
- Lakossága: 38 884 fő (2005).
- Területe: 19,31 km².

## Nevezetességek

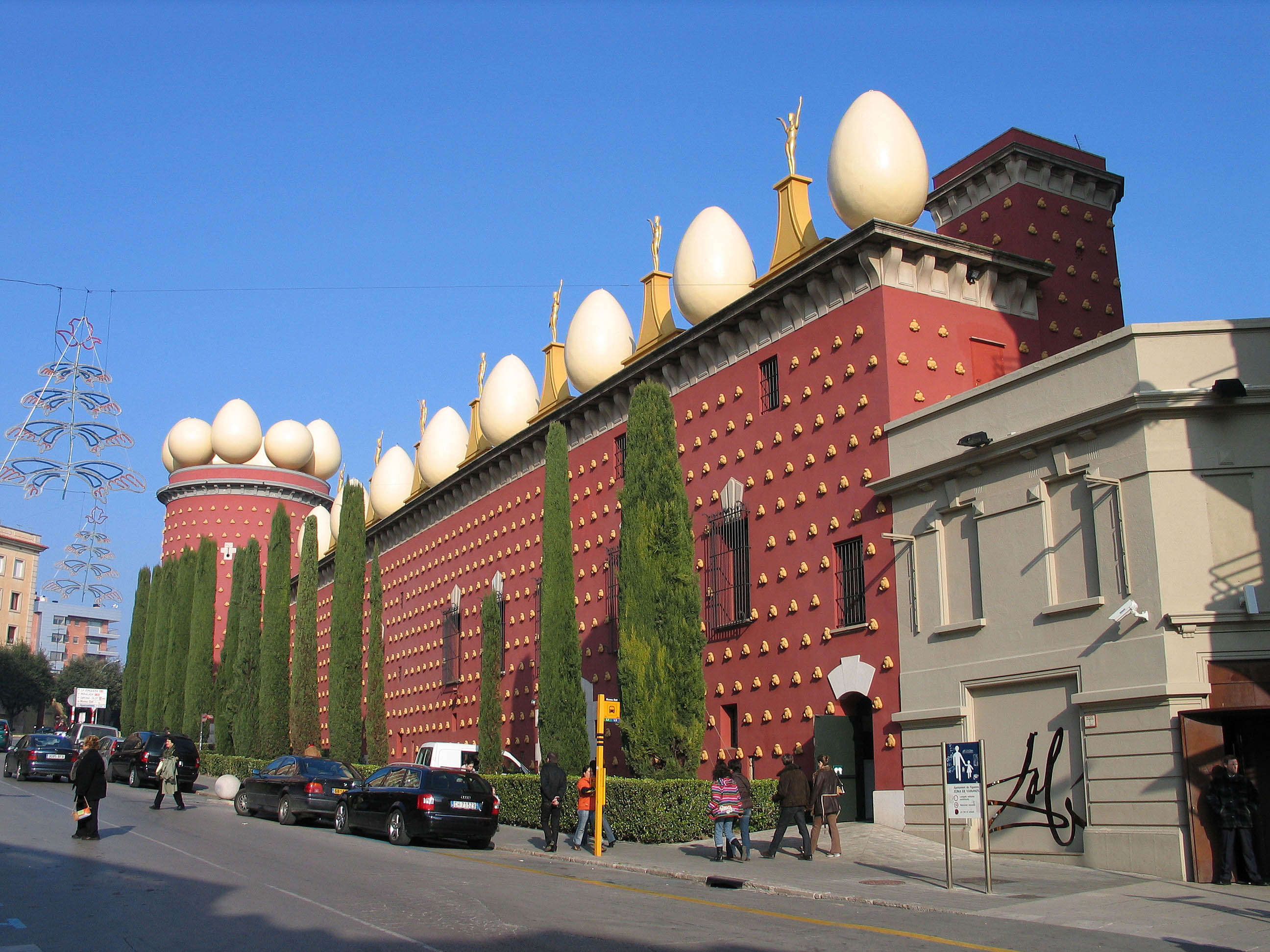
Dalí Múzeum

- Szent Ferdinánd-erőd (sp. Castillo de San Fernando, kat. Castell de Sant Ferran),
- Szent Péter-templom (Iglesia parroquial de Sant Pere) gótikus épület
- Salvador Dalí Múzeum (Teatro-Museo Dalí)
- Nemzeti Játékmúzeum (sp. Museo Nacional del Juguete de Cataluña, kat. Museu Nacional del Joguet de Catalunya)
- Empordá Múzeum (sp. Museo del Ampurdán, kat. Museu de l'Empordà)
- Empordá Technikai Múzeuma (kat. Museu de la Técnica de l'Empordà)
- Empordá Megye Archívuma (sp. Archivo Comarcal, kat. Arxiu Comarcal del Alt Empordà)

## Híres emberek
- Salvador Dalí itt született, itt áll egyik múzeuma, itt hunyt el
- Narcís Monturiol, itt született az Ictineo nevű tengeralattjáró (1853) feltalálója.

## Közlekedése
A városon halad keresztül a széles nyomtávolságú (1668 mm) Barcelona-Portbou-vasútvonal. A vasútállomásról regionális vonatok indulnak Barcelona és Portbou felé.
A település életében nagy változást hozott, hogy a normál nyomtávolságú (1435 mm) Madrid-Barcelona nagysebességű vasútvonal folytatása Barcelona felől Franciaország felé szintén érinti a várost. A vonalnak egy új vasútállomást is építettek a város mellett Figueres-Vilafant néven. Itt 2012 végéig lehetőség volt átszállni a Barcelona felé közlekedő regionális vonatokra. Miután azonban az új pálya teljesen elkészült és az állomást érintik az AVE vonatok is, az összes regionális járat átkerült a régi vasútállomásra. A két állomás között gyalogosan kb. 2,6 km a távolság.
TGV-vel a város 5 óra 27 perc alatt elérhető Párizsból, AVE vonattal pedig 53 perc alatt Barcelonából (közvetlen vonatokkal).

## Népesség
A település lakosságának változását az alábbi diagram mutatja:
| Lakosok száma | 1989 | 12 116 | 14 986 | 17 797 | 32 122 | 37 032 | 43 330 | 45 444 | 46 654 | 48 875 |
|               | 1717 | 1887   | 1936   | 1960   | 1986   | 2004   | 2009   | 2014   | 2019   | 2024   |